# Ярове (Болградський район)
Ярове́ (до 1945 року — Дюльмень) — село Тарутинської селищної громади в Болградському районі Одеської області в Україні. Населення становить 1234 осіб.

## Географія
Селом тече Балка Дюльменська.

## Історія
За даними 1859 року у болгарській колонії Дюльмень Аккерманського повіту Бессарабської області мешкало 867 осіб (452 чоловічої статі та 415 — жіночої), налічувалось 120 дворових господарств, існували православна церква, сільська школа, кордон прикордонної охорони.
Станом на 1886 рік у болгарській колонії Іваново-Болгарської волості мешкало 1469 осіб, налічувалось 208 дворових господарства, існували православна церква, школа, 3 лавки.
За переписом 1897 року кількість мешканців зросла до 2114 особи (1037 чоловічої статі та 1077 — жіночої), з яких 2102 — православної віри.
12 червня 2020 року, відповідно до Розпорядження Кабінету Міністрів України від № 724-р «Про визначення адміністративних центрів та затвердження територій територіальних громад Одеської області», увійшло до складу Тарутинської селищної територіальної громади.
19 липня 2020 року, в результаті адміністративно-територіальної реформи і ліквідації Тарутинського району, село увійшло до складу новоутвореного Болградського району.

## Населення
Згідно з переписом УРСР 1989 року чисельність наявного населення села становила 1457 осіб, з яких 699 чоловіків та 758 жінок.
За переписом населення України 2001 року в селі мешкало 1230 осіб.

### Мова
Розподіл населення за рідною мовою за даними перепису 2001 року:
| Мова       | Чисельність | Відсоток |
| ---------- | ----------- | -------- |
| болгарська | 1126        | 91,25%   |
| українська | 35          | 2,84%    |
| російська  | 31          | 2,51%    |
| румунська  | 22          | 1,78%    |
| вірменська | 11          | 0,89%    |
| гагаузька  | 4           | 0,32%    |
| інші       | 5           | 0,41%    |
| Усього     | 1234        | 100%     |